# Ведди
Ведди— народ, корінне населення Шрі-Ланки. Населяють головним чином Східну провінцію. Чисельність — 2500 чол. Близькі до бхілів Центральної Індії і ряду племен Південної Індії. Низькорослі — середній зріст — 153 см. Мова — ведда, є креольською мовою на основі сингальської і імовірно стародавньої мови веддів, яка не зафіксована наукою. Використовують також сингальську. Мають таємні ритуальні говірки. Релігія — буддизм, індуїзм, зі збереженням традиційних культів. Вірування — анімізм. Розвинене шаманство, магія і ритуальні танці.

## Місце проживання
Тепер живуть переважно в провінціях Східній провінції Шрі-Ланки та Ува. Веддарата — «країною веддів» — називають округ Бінтенне (верхів'я річок Гал-Оя і Мадура-Оя).

## Походження
Протоведдоїди населяли багато районів Південної Азії. Ще в останні століття до н. е. вони жили по всьому острову, але були витіснені сингалами і тамілами. Сингальські правителі використовували їх як добрих розвідників і стрільців з лука в боротьбі з колонізаторами.

## Соціальна структура
Ведди підрозділяються на 9 родових груп (варуге): моралі, унапана, ругам, уру, тала, натудена, кіріто, мебілле, гама. Члени кожної групи мали рівні права полювання, збирання ягід та меду, рибної ловлі, користування печерами та гротами на території свого проживання. Зараз ведди діляться на сільських і лісових. Уряд намагається їх асимілювати. Сім'я моногамна. Одружені дочки живуть з батьками, сини — ні. У шлюб вступають рано. Права рівні. Ідеальним вважається шлюб між племінниками (між дітьми брата і сестри). Ортокузенний шлюб (між дітьми двох братів або сестер) вважається кровозмішенням. Поширені сорорат (шлюб чоловіка з сестрою померлої дружини) та левірат (шлюб жінки з братом померлого чоловіка). Церемонії прості. Наречений дарує подарунки.

## Господарство

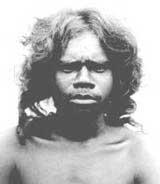
Ведд-чоловік

Основні заняття — ручне підсічно-вогневе землеробство (суходільні культури), полювання, рибальство, збиральництво. Ремесла не розвинені. Є гончарство, але примітивне. Основна зброя полювання — лук і стріли. Відомі також дротик, спис, сильця, пастки. У минулому практикувалося загінкове полювання на слонів. У невеликій кількості зараз з'являється вогнепальна зброя. Традиційне житло — курінь. Матеріали — прути, кора, солома, трава. Усередині — оленячі шкури, глиняний посуд, ступа, сокири, мотики, зброя. Відкрите вогнище знаходиться поза житла. Вогонь добувають тертям. Одяг — пов'язка на стегнах, фартух з кори дерева ріті. Пізніше стали поширюватися саронги, блузки, сарі. Жінки носять бавовняні білі спідниці до колін. Бавовняні тканини купують у Баттікалоа. Їжа — плоди землеробства, мисливства і збиральництва.